# Kořenov
Kořenov är en ort i Tjeckien.   Den ligger i distriktet Okres Jablonec nad Nisou och regionen Liberec, i den norra delen av landet, 100 km nordost om huvudstaden Prag. Kořenov ligger 748 meter över havet och antalet invånare är 1 014.
Terrängen runt Kořenov är kuperad.Runt Kořenov är det ganska tätbefolkat, med 90 invånare per kvadratkilometer. Närmaste större samhälle är Jablonec nad Nisou, 14,2 km väster om Kořenov. I omgivningarna runt Kořenov växer i huvudsak blandskog.